# بيلا أغوسو
بيلا أغوسو، (مواليدولد 1981)، هي ممثلة بنينية تعمل في السينما الاسبانية. عرفت بيلا عن أعمالها في أفلام «أشجار البالم في الثلج» (2015)، و«كارنوتي» (2020)، و«مذكرة سارة» (2018).

## حياتها المهنية
بدأت أجوسو حياتها المهنية في بنين كممثلة مسرحية مع شركة «سونانجون» التي أنشأتها وطورتها. ومع ذلك، بعد 4 سنوات من إنشاء الشركة، انتقلت إلى إسبانيا في عام 2002. ثم تعلمت اللغتين الكاتالونية والإسبانية لتعمل كممثلة. مثلت في فيلم «حكاية الكريسماس» في دور رئيسي لامرأة مطلوبة من قبل الشرطة لعدم وجود أوراق لها لأنها مهاجرة غير شرعية.
في وقت لاحق، لعبت أدوارًا مشهودًا لها في العديد من الأفلام الأفريقية والدولية بما في ذلك «لنا» و «مورانيتا»و«حكاية نادال» و«لأشجار النخيل في ثلوج نادال». وفي 13 يوليو 2017، قدمت بيلا للصحافة متجرًا يسمى «نوك».